# David Aichler
David Aichler OSB (* 1545 in Mindelheim; † 25. Februar 1596 in Andechs) war ein deutscher katholischer Theologe, Benediktinermönch und ab 1588 Abt des Klosters Andechs. Er spielte eine herausragende Rolle in der Gegenreformation in Bayern.

## Leben und Werk
David Aichler legte seine Profess als Mönch am 14. Mai 1564 im Benediktinerkloster Ottobeuren ab. In diesem Kloster legte er einen umfassenden Bibliothekskatalog an. Von 1571 bis 1576 wirkte er als Administrator des Klosters St. Mang in Füssen. 1588 wurde er von Herzog Wilhelm V. zum Abt des Klosters Andechs berufen. Er sanierte die Abtei Andechs in wirtschaftlicher wie in disziplinärer Hinsicht und wurde auf dieser Basis mit Visitationen anderer Klöster betraut.
David Aichler war auch historisch-schriftstellerisch tätig. Er verfasste 1574 bis 1576 die Acta („Klostergeschichte von Füssen“), 1595 das Chronicon Andecense („Chronik von Kloster Andechs“) sowie 1595 die Chronologia miscellanea.